# Ле Дък Тхо
Ле Дък Тхо (на виетнамски: Lê Đức Thọ по рождение Phan Đình Khải) (14 октомври 1911 – 13 октомври 1990) е виетнамски политик. Удостоен заедно с Хенри Кисинджър с Нобелова награда за мир за 1973 г. за „Виетнамските мирни споразумения“ от Париж. Той отказва да получи наградата с мотива, че във Виетнам мирът още не е наложен.